# Daisuke Tada
Daisuke Tada (多田 大介 Tada Daisuke?, nacido el 11 de agosto de 1982 en Okayama) es un exfutbolista japonés. Jugaba de guardameta y su último club fue el Sriracha FC.

## Trayectoria

### Clubes
| Club            | País      | Año         |
| --------------- | --------- | ----------- |
| Cerezo Osaka    | Japón     | 2001 - 2007 |
| Ehime FC        | Japón     | 2008        |
| Cerezo Osaka    | Japón     | 2009        |
| Omiya Ardija    | Japón     | 2010        |
| Gainare Tottori | Japón     | 2011        |
| FC Gifu         | Japón     | 2012        |
| Cerezo Osaka    | Japón     | 2013        |
| Sriracha FC     | Tailandia | 2014        |

## Estadística de carrera

### J. League
| Club            | Año   | J. League | J. League | Copa J. League | Copa J. League | Total | Total |
| Club            | Año   | Part.     | Goles     | Part.          | Goles          | Part. | Goles |
| --------------- | ----- | --------- | --------- | -------------- | -------------- | ----- | ----- |
| Cerezo Osaka    | 2001  | 0         | 0         | 0              | 0              | 0     | 0     |
| Cerezo Osaka    | 2002  | 0         | 0         | -              | -              | 0     | 0     |
| Cerezo Osaka    | 2003  | 19        | 0         | 1              | 0              | 20    | 0     |
| Cerezo Osaka    | 2004  | 2         | 0         | 0              | 0              | 2     | 0     |
| Cerezo Osaka    | 2005  | 0         | 0         | 0              | 0              | 0     | 0     |
| Cerezo Osaka    | 2006  | 0         | 0         | 1              | 0              | 1     | 0     |
| Cerezo Osaka    | 2007  | 0         | 0         | -              | -              | 0     | 0     |
| Ehime FC        | 2008  | 21        | 0         | -              | -              | 21    | 0     |
| Cerezo Osaka    | 2009  | 2         | 0         | -              | -              | 2     | 0     |
| Omiya Ardija    | 2010  | 0         | 0         | 0              | 0              | 0     | 0     |
| Gainare Tottori | 2011  | 0         | 0         | -              | -              | 0     | 0     |
| FC Gifu         | 2012  | 15        | 0         | -              | -              | 15    | 0     |
| Cerezo Osaka    | 2013  | 0         | 0         | 0              | 0              | 0     | 0     |
| Total           | Total | 59        | 0         | 2              | 0              | 61    | 0     |